# Rufino José Maria
Rufino José Maria era africano, nascido no início do século XIX no antigo Reino de Oyó, localizado na região da África Ocidental. Rufino viveu anos no Brasil como escravizado e depois como liberto. Chegando à Província da Bahia (atual estado brasileiro da Bahia) após ser adquirido por brasileiros no tráfico de escravizados. Atuou em diversas ocupações, tanto marítimas quanto urbanas. Após conseguir sua alforria, tornou-se marinheiro, cozinheiro nos navios negreiros, traficante de escravizados, senhor de escravizados e vendedor de doces que ele mesmo produzia. Liberto, Rufino retornou para a África e viveu por algum tempo em Serra Leoa, lá despertou o interesse em praticar a religião muçulmana, uma vez que já pertenceria a mesma com base em seu berço familiar. Com isso, Rufino se propõe a aprender árabe e anos depois, com certa maturidade religiosa, voltou ao Brasil, passando a morar em na cidade Recife, capital da Província de Pernambuco (atual estado brasileiro de Pernambuco), Lá, alcançou o posto de Alufá, tornando-se um guia espiritual da comunidade negra de religião muçulmana, conhecido como os malês.

## Biografia

Vista da cidade de Salvador, onde Rufino viveu.

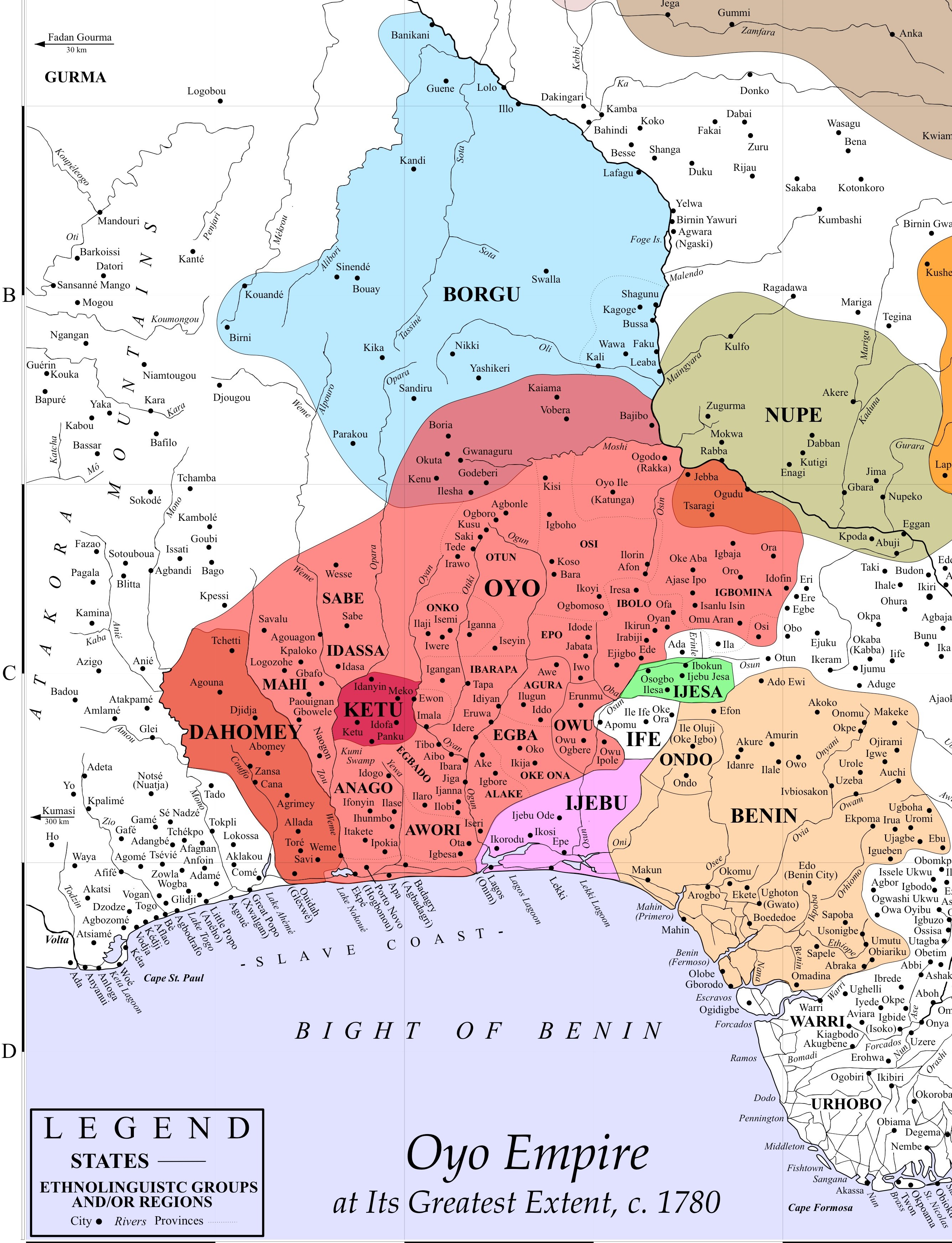
Império de Oió

Rufino José Maria era africano e nasceu no século XIX no poderoso reino escravista de Oyó, localizado na África Ocidental. Criado em uma família mulçumana iorubá, sua trajetória de vida começou quando ela se torna vítima do Alafin de Oyó. Rufino foi capturado pelo grupo étnico hauçás, tornando-se mercadoria para o tráfico atlântico de escravizados. Após sua captura, em meados de 1824, ele foi transportado para a cidade de Salvador, capital da Província da Bahia, sendo comprado pelo boticário João Gomes da Silva. Este ensinou Rufino as práticas de produção de remédios, as quais lhe garantiu muitos conhecimentos.
Com o passar dos anos, Rufino foi vendido duas vezes e arrematado em praça pública, chegando à posse de seu último dono, o desembargador e chefe da polícia da Província de São Pedro do Rio Grande do Sul (atual estado brasileiro do Rio Grande do Sul) José Maria Peçanha. Foi através deste que Rufino conseguiu sua carta de alforria em 20 de novembro de 1835, assumindo o nome de Rufino José Maria, uma indicação de gratidão ao antigo senhor. A carta de alforria foi registrada no livro 10 do Primeiro Tabelionato de Porto Alegre aos 16 de dezembro de 1835, onde consta o pagamento que Rufino fizera no valor de 600 mil réis pela liberdade.
A vida pós alforria

Navio negreiro.

Ao alcançar a liberdade, seu primeiro emprego para sobreviver foi o de cozinheiro nos navios, onde teve oportunidade de participar como pequeno traficante no tráfico transatlântico de escravizados. Ele realizou várias viagens para Joaquim Ribeiro de Brito, dono de várias embarcações negreiras. Em uma dessas viagens, a embarcação Ermelinda, em que estava a serviço, foi capturada e condenada pela marinha inglesa sobre suspeitas de tráfico, posteriormente sendo absolvida. Por conta disso, Rufino abandonou a vida de cozinheiro e traficante nos navios negreiros e propõe-se a viver na religiosidade que já conhecera em sua família. Nesse momento, em Serra Leoa, teve a oportunidade de viver sua fé mulçumana através do contato com grupos de malês que estudavam o corão através da língua árabe. 
Em sua estadia em Serra Leoa, aproveitou para refinar sua educação religiosa e o seu conhecimento da língua árabe, frequentando a escola corâmica em Farobê, instalada com a ajuda dos missionários mandigas e fulas. Posteriormente, estando em Recife praticando sua religiosidade, conhecera outros fies pertencentes a seu grupo de fé. 
Ao viver em Recife, alcançou o posto de Alufá, se tornando um guia espiritual da comunidade negra conhecida como malês. Em meados de 1853, pela prática de rituais religiosos e pela escrita em árabe, as autoridades locais pernambucanas prenderam Rufino com suspeita ser ele um rebelde malês. As autoridades suspeitavam que Rufino era um elo entre os escravizados rebeldes do interior e os do Recife. A liberdade chegou a Rufino entre 17 e 18 de setembro de 1853, o que por ora incomodou a muita gente, pois queriam vê-lo deportado para a África (prática comum naquela período) por acreditarem no seu envolvimento em inúmeros movimentos rebeldes, como os Mata-Marinheiros, Insurreição Praieira, Revolta Liberal e Antiportuguesa e o Ronco do Marimbondos.
Vale ressaltar que não é possível confirmar se houve envolvimentos de Rufino nessas revoltas e movimentos. Os registros deixados sobre Rufino José Maria são escassos. A ausência de informações sobre milhares de africanos escravizados no Brasil não é rara, pelo contrário, é o mais comum na História da Escravidão, casos como o de Rufino, de Domingos Sodré e Manoel Joaquim Ricardo, esses dois também africanos escravizados no Bahia, são exceções. Grande parte do que se tem sobre esses e sobre Rufino foi escrita a partir de documentos policiais e oficiais. Por conta disso, dados sobre o que aconteceu depois de sua prisão, liberdade e sua morte são incertos. Logo, não se sabe qual o seu fim, mas o que ficou de sua história no atlântico negro é considerada pelos historiadores que estudaram sua trajetória de vida, como um ser religioso de figura singular que viveu aventuras e desventuras durante o século XIX.